# Max Egon I. zu Fürstenberg
Max Egon I. Fürst zu Fürstenberg (* 29. März 1822 in Donaueschingen; † 27. Juli 1873 auf Schloss Lana in Böhmen) war ein österreichischer Offizier und Politiker aus dem Hochadelshaus Fürstenberg.

## Herkunft
Seine Eltern waren Fürst Karl Egon II. zu Fürstenberg (* 28. Oktober 1796; † 22. Oktober 1854) und dessen Ehefrau, die Gräfin Amalie von Baden (* 26. Januar 1795; † 14. September 1869). Sein Bruder Karl Egon wurde später Oberhaupt der schwäbischen Linie.

## Leben

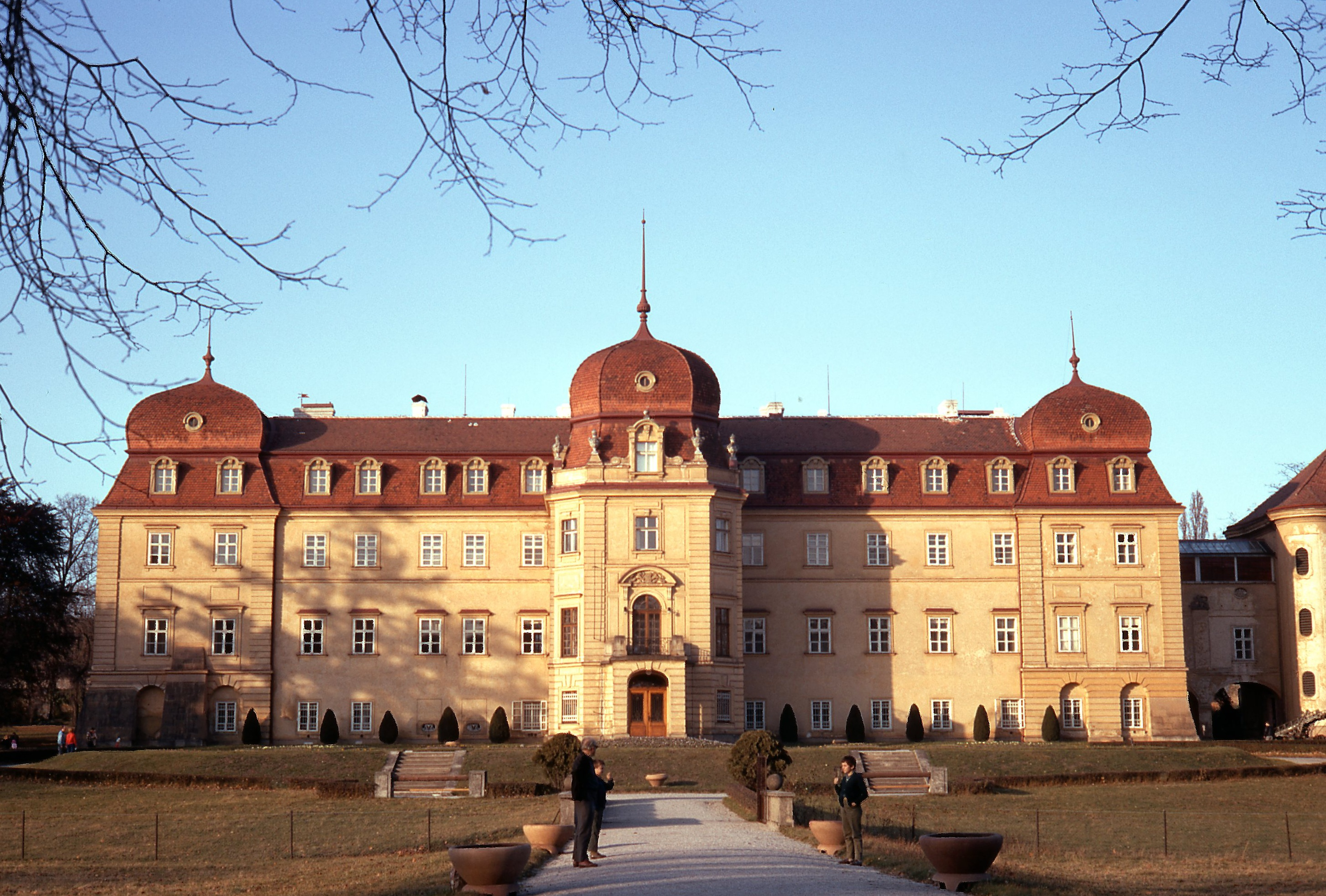
Schloss Lány

Max Egon von Fürstenberg studierte von 1840 bis 1841 Rechtswissenschaften an der Universität Heidelberg, wechselte aber dann als  Offizier in die badische Armee, wo er in das Dragoner-Regiment Großherzog kam. Im Jahr 1848 ging er in die österreichische Armee. Dort wurde er 1850 zum Rittmeister im Husaren-Regiment Kurfürst von Hessen-Kassel befördert. Als er 1854 die Nachfolge seines Vaters antrat, erbte er auch die böhmischen Primogenitur-Fideikommisse der Familie: Pürglitz, Nischburg, Kruschowitz und Woleschna, ferner die Lehensgüter Wschetat, Panaschow-Augezd, Chrášťany und Přílepy.
1855 verließ er die Armee und war unter den Gründern der Creditanstalt, wo er auch im Verwaltungsrat saß. Im Jahr 1856 wurde er Mitgründer des Österreichischen Vereins für chemische und metallurgische Produktion AG in Aussig/Ústí nad Labem (Böhmen). Außerdem erhielt er 1858 die Konzession der Südbahn.
Von 1861 bis 1867 und erneut von 1868 bis 1870 war er Mitglied des böhmischen Landtags. Im Jahr 1867 erhielt er den Orden vom Goldenen Vließ (Nr. 999).

## Familie
Max Egon von Fürstenberg heiratete am 23. Mai 1860 Gräfin Leontine von Khevenhüller-Metsch (* 25. Februar 1843; † 9. August 1914), Tochter von Richard von Khevenhüller-Metsch (1813–1877). Das Paar hatte mehrere Kinder:
- Max Egon II. (1863–1941) ⚭ Irma von Schönborn-Buchheim (1867–1948),
- Karl Emil (1867–1945) ⚭ Mária Festetics de Tolna (1881–1953).